# Idona gigantica
Idona gigantica är en insektsart som beskrevs av Ruppel och Delong 1952. Idona gigantica ingår i släktet Idona och familjen dvärgstritar. Inga underarter finns listade i Catalogue of Life.